# Muriwai Beach
Muriwai, aussi appelé Muriwai Beach, est une localité côtière située sur la côte ouest de la région d’Auckland dans l’Île du Nord de la Nouvelle-Zélande.

## Géographie
Le sable noir de la plage de surf et la zone alentour sont réputés comme des zones de loisirs pour les habitants d’Auckland. Les Fous australs y nichent en colonies importantes sur les rochers.

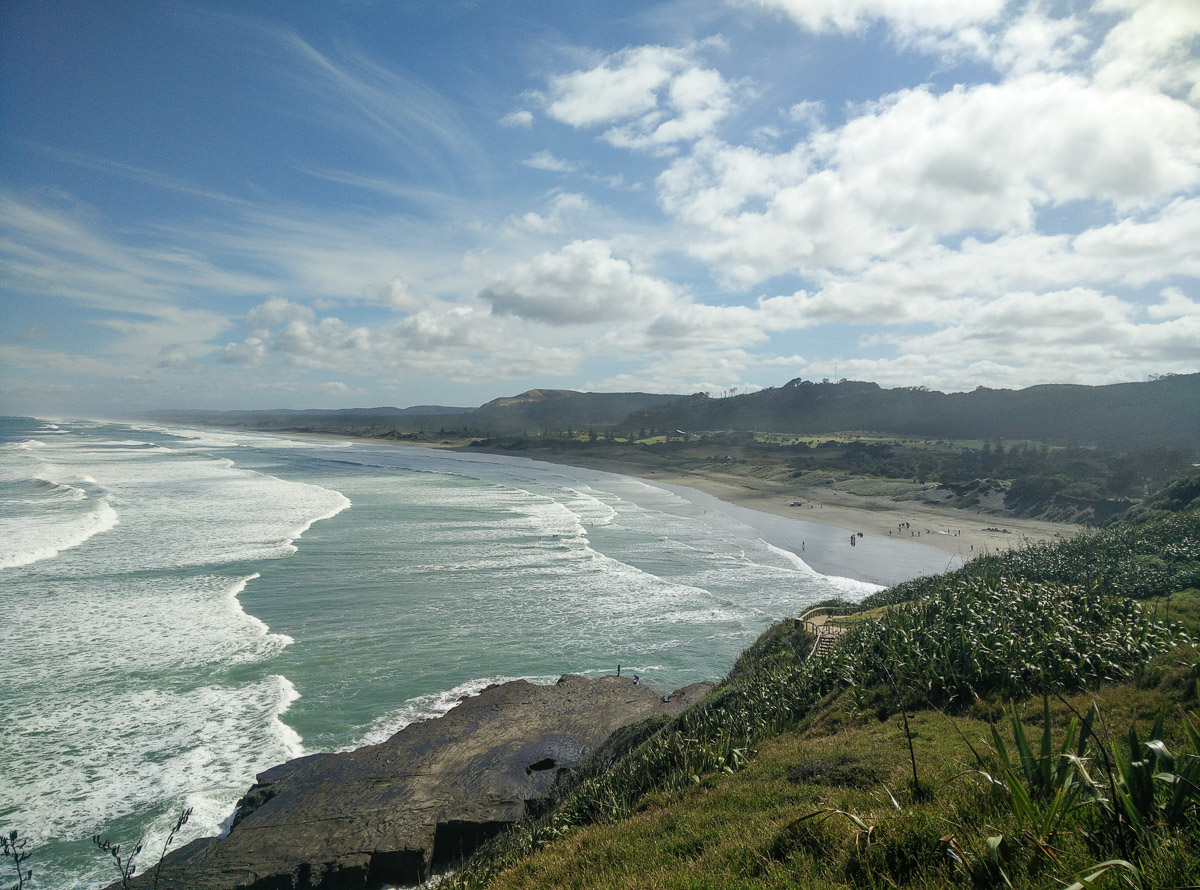
En regardant vers le nord à partir de la colonie des fous de Bassan

## Situation
Muriwai est localisée à approximativement à 17 km à l’ouest de la ville de Kumeu, à 42 kilomètres au nord-ouest de la cité d’Auckland. L’extrémité sud de la plage s’étend sans interruption sur 50 kilomètres sur la côte de la mer de Tasman à l’embouchure du mouillage de Kaipara Harbour (en). C'est l'une des plus populaires des plages du secteur (les autres étant Piha et Karekare), qui présentent une explosion de leur population en été, quand les habitants d’Auckland vont vers la mer. Elle est située dans le ward de Rodney de la région d’Auckland.

## Population
Le recensement de 2013 en Nouvelle-Zélande, la population des résidents habituels de Muriwai Beach était de 1131habitants. 
Le revenu médian des personnes résidant à Muriwai Beach était de 39.500 $ , comparé aux 29.600$/habitant pour la cité d’Auckland. 
La ville est à plus de 93 % formée de résidents d’origine européenne et blancs. 
Les chômeurs sont à peine 4 %.

## Activités

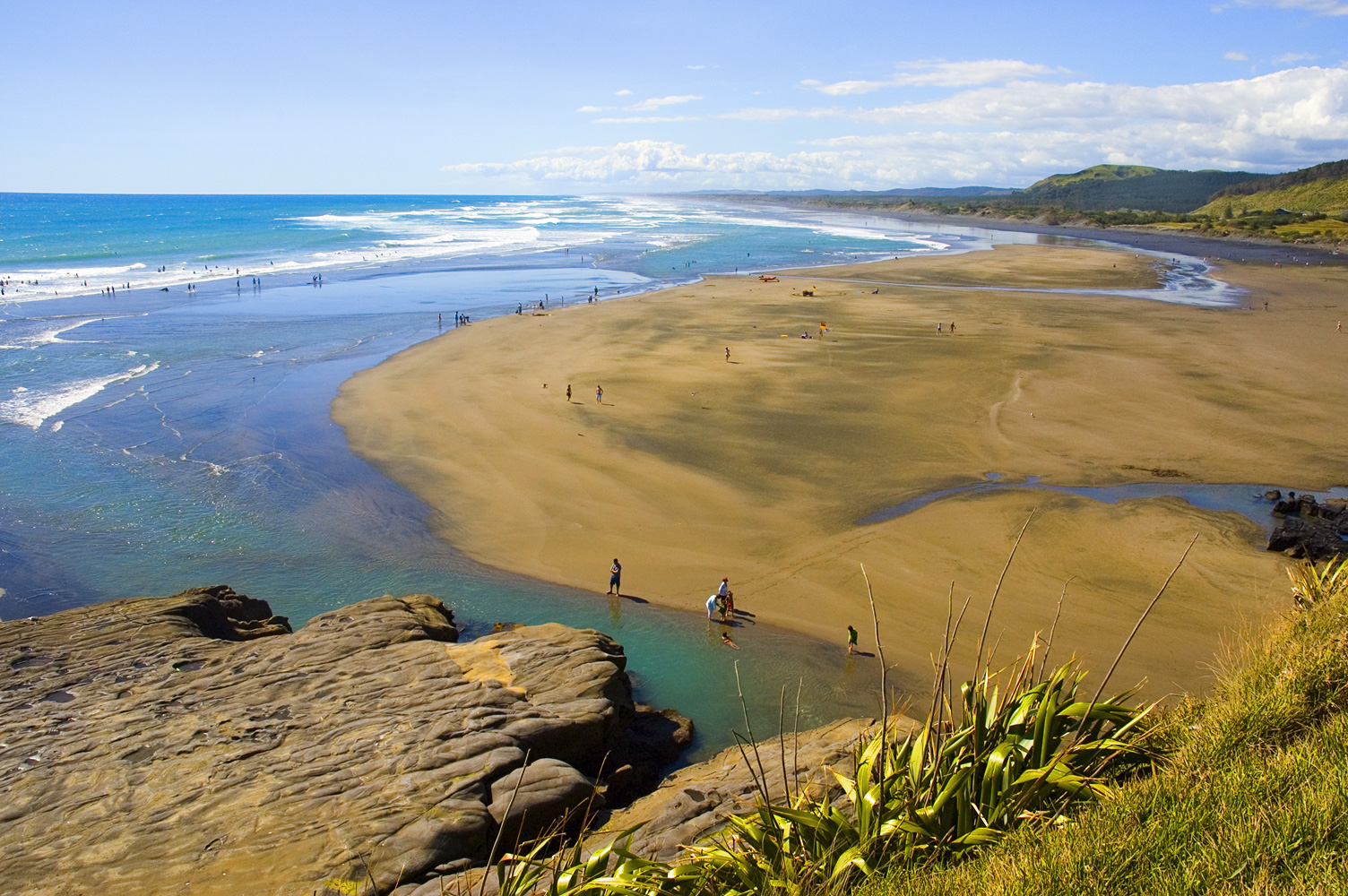
Le sable blanc limoneux caractéristique de la plage de Muriwai

- Le surf est le passe-temps principal dans Maukatia (Maori Bay) et Muriwai Beach. D’autres loisirs appréciés à Maukatia comprennent le parapente et le deltaplane, en particulier quand souffle un vent de sud-ouest, qui fournit des conditions favorables.
- La pêche est aussi une activité populaire, bien que dangereuse en de nombreux endroits.
- les promenades dans le Bush sont encouragées, avec des trottoirs en planches installés par endroit et le « Hilary Trail » qui passe à travers Muriwai.
- Surf boards, cours de surf et chars à voile sont disponibles en location au niveau de l’école de surf de Muriwai près de la plage.
- Il y a de nombreux parcours de VTT jusque dans les pins, principalement au pied des collines et sur les parcours hors pistes.
- La plage a été largement utilisée pour les courses automobiles à partir des années 1920 et jusqu’aux années 1940[2].
- La conduite le long de la plage est réputée, en particulier quand les conditions de pêche ne sont pas possibles, bien que dans les années passées, des nombreux véhicules sont restés échoués
- Les promenades à cheval sont aussi populaires le long de la plage, ainsi que sur les chemins étendus au sein des dunes de sable.

L’accès est aussi possible à travers le « Woodhill Forest Equestrian Park ».

## Géologie
Le sable et les roches (sédimentaires), provenant des anciens volcans, avec de nombreuses concrétions, forment des couches bien visibles dans les parois des falaises. Un trou à vent joue souvent de la musique. La plateforme du bord de côte est aussi facilement accessible à partir des principaux rochers en forme de  conglomérat au niveau de la localité de Piha. La plage de Muriwai est formée de sables noirs, dont la couleur est causée par l’oxydation du fer contenu dans les roches provenant des anciens volcans du secteur, et en particulier du volcan Kaipara, qui est situé en mer offshore par rapport à la pointe de « Kaipara Head », et qui entra en éruption, il y a 23 à 16  millions d’années. Le sable noir est déplacé par vent venant de la côte ouest de l’Île du Nord et par le courant de dérive le long de la côte. Le secteur a gardé l’essentiel de sa beauté naturelle et son caractère isolé.

## Parc régional de Muriwai
La plupart des terrains de la partie sud de la plage font partie du Parc Régional de Muriwai (en). La baie de Maukatia (Maori Bay) au sud est séparé de la plage de Muriwai par la pointe de Otakamiro Point, avec ses falaises raides et rocheuses, qui abritent les nids de la seule colonie de la région de  Fou austral ou Australasian gannets. Le site de la gannetry est identifié comme une zone importante pour la conservation des oiseaux, par BirdLife International. Le parc régional comprend un parcours de golf, le long de la route côtière et la zone nord des berges de l’Okiritoto Stream, qui est connue sous le nom de « Five Mile Strip » ou « Five Mile Block » car c’est à peu près sa longueur. Un parc équin (zone de stationnement pour les groupes de chevaux et leurs remorques déchargées) est localisé juste au sud de la rivière Okiritoto Stream. Un accès pour les véhicules 4WD sur la plage est aussi disponible à cet endroit. Le « Five Mile Block » fournit un parcours de loisir pour les cavaliers et les promeneurs à pied.  Les cyclistes apprécient la route côtière jusqu’au sommet du Parc régional (mais ne sont pas autorisés à pénétrer dans la forêt de Woodhill voisine par le gestionnaire de la forêt). Les promeneurs de chiens sont aussi très fréquents dans le secteur, qui leur fournit de larges possibilités de circuler en dehors des sentiers.
| Wild coast and Australasian Gannet colony - Motutara Island                   |
| Côte sauvage et colonie de Australasian Gannet au niveau de l’île de Motutara |

| Une vue rapprochée sur la colonie |
| Une vue rapprochée sur la colonie |

| Fous de Bassan adultes au niveau de Muriwai, adultes et un jeune oiseau |
| Fous de Bassan adultes au niveau de Muriwai, adultes et un jeune oiseau |

| Gannet Adultes et juvéniles au niveau de Muriwai             |
| Adultes et oisillons de fous de Bassan au niveau de Muriwai; |

## Attaque de requins en 2013
En février 2013, le réalisateur Adam Strange est tué à Muriwai Beach alors qu’il nage à environ 200 m de la côte, en raison d'une attaque par un petit groupe de Grand requins blancs ,. La plage de Muriwai est fermée pour plusieurs jours. Le rapport initial suggère que le coupable était un Requin cuivre, mais il est plus tard estimé plus probable que l'attaque était le fait d'un grand requin blanc. C'est la première attaque fatale de requins en plus de trois décennies en Nouvelle-Zélande.